# Charles-Édouard Babut
Pour les articles homonymes, voir Babut.
Charles-Édouard Babut, également appelé Charles Édouard Babut ou Charles Babut, né à Paris le 6 avril 1835 et mort à Nîmes le 18 septembre 1916, est un pasteur réformé français.
Il est pasteur à Nîmes de 1864 à sa mort en 1916 et joue un rôle important dans le protestantisme réformé français. Au début de la Première Guerre mondiale, il tente sans succès une démarche auprès des protestants allemands puis prêche un patriotisme résolu. Il meurt quelques mois après la mort au front de son fils, l'historien Ernest-Charles Babut.

## Biographie
Charles-Édouard Babut naît à Paris le 6 avril 1835. Il est le fils d'Édouard Babut et d'Adèle Monod.
Il fait ses études à la faculté de théologie protestante de Montauban, où il soutient en 1858 sa thèse de baccalauréat, intitulée Étude sur la doctrine de Paul touchant la personne du Christ dans les épîtres aux Romains, aux Corinthiens et aux Galates. Il poursuit sa formation en Allemagne, notamment à Heidelberg, où il suit les cours de Richard Rothe, et en Angleterre. Il dirige la scolarité de son jeune cousin et futur historien, Gabriel Monod. Il est nommé en 1862 pasteur à Beaumont-lès-Valence, où il est consacré le 12 décembre 1862.

### Pasteur nîmois
Nommé pasteur à Nîmes le 30 décembre 1864, Charles-Édouard Babut le reste jusqu'à sa mort. Il épouse en 1868 Hélène Bonnet. Ils ont dix enfants.
De tendance évangélique, il est l'un des pasteurs nîmois les plus connus. En 1871, il est nommé président de la mission intérieure évangélique. Il prêche à la séance d'ouverture du synode général de 1872. Il est le président de la commission permanente élue par le synode officieux réuni à Paris en 1879.
Au moment des débats sur la séparation des Églises et de l'État, Charles Babut, sans cacher les difficultés financières qui en découleront, prend position pour la séparation, parce qu'il pense qu'il faut séparer le politique du religieux et parce qu'il défend l'émancipation religieuse. En 1906, il fait partie des organisateurs de la nouvelle association cultuelle de l'Église réformée de Nîmes, créée en application de la loi de séparation.
En 1911, il fait partie des orateurs à l'inauguration du musée du Désert. Dans le prêche qu'il prononce alors, il insiste sur la fidélité à foi héritée des ancêtres. À Nîmes, il est actif dans diverses œuvres : association protestante pour l'étude pratique des sciences sociales, société coopérative de consommation l'Abeille nîmoise, assistance par le travail, ligue anti-alcoolique, etc. Avec le pasteur Auguste Grotz, il dirige l'union chrétienne de jeunes gens de Nîmes. 
Ses sermons sont réunis dans un volume publié en 1913.

### Première Guerre mondiale
Le 4 août 1914, au déclenchement de la Première Guerre mondiale, Charles Babut — qui est, selon Christophe Chalamet « peut-être la figure la plus respectée au sein du corps pastoral français en ces années » — écrit à Ernst Dryander, prédicateur de la Cour impériale allemande, un courrier proposant que les Églises protestantes françaises et allemandes « s'engagent sous le regard et avec l’aide de Dieu, à bannir de leurs cœurs toute haine pour ceux qu'ils sont obligés d’appeler momentanément des ennemis et à leur faire du bien si l'occasion leur est offerte ; à l'employer toute l'influence dont ils peuvent disposer pour que la guerre soit conduite avec autant d'humanité que possible, pour que le vainqueur quel qu'il soit n’abuse pas de sa force ». Il reçoit une réponse négative,,,,. 
Ensuite, les protestants français, parfois soupçonnés de manquer de patriotisme, ne font plus de telles propositions,. Charles Babut exprime lui-même la nécessité pour les protestants de prouver leur patriotisme, dès le 23 août 1914 : « après que le sang de nos fils aura coulé avec celui de nos frères catholiques sur les champs de bataille, personne ne songera plus à dire que les protestants ne sont pas de vrais et bons Français ». En avril 1916, il donne une dimension religieuse à la guerre : « la lutte sanglante où nous sommes engagés est un aspect et un épisode de ce combat séculaire entre le bien et le mal, entre les ténèbres et la lumière ». La guerre elle-même, qui divise les chrétiens, manifeste selon lui la faillite d'un certain christianisme « superficiel, traditionnel, presque purement intellectuel, qui est commun a tous les membres nominaux de l'Eglise ».
Le cinquième enfant de Charles-Édouard Babut et d'Hélène Bonnet est l'historien Ernest-Charles Babut, tué par un éclat d'obus pendant la Première Guerre mondiale, en 1916, à Bœsinghe, en Belgique.
Charles-Édouard Babut meurt à Nîmes le 18 septembre 1916, sept mois après son fils. Il est inhumé au cimetière protestant de Nîmes.
Une rue de Nîmes, près du Grand temple où il prêchait, porte son nom depuis 1864.

## Publications
- De la crise actuelle de l'Église réformée de France, Nîmes, Imprimerie Roger et Laporte, 1873, 64 p. (lire en ligne).
- Le centenaire de 1789 : liberté, égalité, fraternité : Discours prononcé par M. le pasteur Babut, le 5 mai 1889, Nîmes, Imprimerie Roger et Laporte, 1889, 30 p. (lire en ligne).
- Adolphe Monod : Étude religieuse, Paris, Librairie Fischbacher, 1902, 40 p. (lire en ligne).
- Sermons choisis : Édition du cinquantenaire, Nïmes, Imprimerie collaborative « La Laborieuse », 1913, 263 p. (lire en ligne).
- Nos deuils : Sermon prêché, le 5 mars 1916, au Grand-Temple de Nîmes par M. le pasteur Babut, à l'occasion de la mort de son fils E.-Ch. Babut, sous-lieutenant d'infanterie, tué à l'ennemi le lundi précédent, 28 février, Nïmes, Imprimerie collaborative « La Laborieuse », 1916, 19 p. (lire en ligne).